# Рудобисть
Рудобисть (бел. Рудабісць) — деревня в Браславском районе Витебской области Беларуси. Входит в состав Тетерковского сельсовета.

## География
Деревня находится в западной части Витебской области, при автодороге Н-2122, на расстоянии приблизительно 21 километра (по прямой) к юго-востоку от города Браслав, административного центра района. Абсолютная высота — 137 метров над уровнем моря. Площадь населённого пункта — 0,1029 км².

## История
По состоянию на 1905 год, в деревне проживало 147 человек (81 мужчина и 66 женщин). В административном отношении входила в состав Иодской волости Дисненского уезда Виленской губернии.
В 1921 году входила в состав гмины Йоды Дисенского повета Виленского воеводства Второй Польской республики. Числилось 96 жителей (44 мужчины и 52 женщины), проживавших в 23 домах. В этническом составе населения того периода белорусы составляли 66,7 %, поляки — 33,3 %. В конфессиональном составе населения преобладали католики (60,4 %), также были представлены православные христиане (36,5 %) и иудеи (3,1 %).
До 16 сентября 1960 года деревня входила в состав Иодского сельсовета Шарковщинского района.

## Население
По данным переписи 2019 года, в деревне проживало 3 человека.
| Год  | Население, человек |
| ---- | ------------------ |
| 1905 | 147                |
| 1921 | ↘ 96               |
| 2009 | ↘ 7                |
| 2019 | ↘ 3                |